# Litteraturåret 1922

## Pristagare
- Nobelpriset – Jacinto Benavente, Spanien[1]
- De Nios Stora Pris – Tor Hedberg
- Kleistpriset – Bertolt Brecht för Trummor i natten
- Letterstedtska priset för översättningar – Aron Alexanderson för översättningarna i Oidipus-sagans tragedier
- Svenska Akademiens stora pris – Axel Åkerblom

## Händelser
1 oktober döms den tyske förläggaren Ernst Rowohlt till böter för hädelse tillsammans med författaren Carl Einstein efter utgivandet av dennes drama Die schlimme Botschaft (1921).

## Nya böcker

### A – G
- Aristokrater av John Galsworthy
- Eros begravning av Hjalmar Bergman
- Fridas bok av Birger Sjöberg (debut)

### H – N
- Hårda sånger av Elmer Diktonius
- Inom kort av Aleksandra Kollontaj
- Der Kampf als inneres Erlebnis av Ernst Jünger
- Livets ögon av Bo Bergman
- Moln av Karin Boye
- Mårbacka av Selma Lagerlöf[2]

### O – U
- Odysseus av James Joyce
- På hafsstranden av Vilhelm Ekelund
- Samlade skrifter av Ola Hansson
- Sak och sken av Vilhelm Ekelund
- Siddharta av Hermann Hesse
- Slumpens myndling av Stina Aronson

### V – Ö
- The Waste Land  av T.S. Eliot (första svenska tolkning Det öde landet, 1932).
- Villa Rubein av John Galsworthy
- Ödestimmen av Hjalmar Söderberg

## Födda
- 12 mars – Jack Kerouac, amerikansk författare och poet.
- 24 mars – Jan Gehlin, svensk författare och översättare.
- 28 mars – Olle Länsberg, svensk författare, manusförfattare och sångtextförfattare.
- 2 april – Zenia Larsson, svensk författare och skulptör.
- 16 april – Kingsley Amis, brittisk författare.
- 28 april – Alistair MacLean, brittisk författare.
- 30 april – Arne H. Lindgren, svensk författare och psalmdiktare.
- 6 maj – Sandro Key-Åberg, svensk författare.
- 28 maj – José Craveirinha, moçambikisk författare och journalist.
- 18 juli – Thomas Samuel Kuhn, amerikansk författare, filosof och professor.
- 18 augusti – Alain Robbe-Grillet, fransk författare.
- 22 augusti – Margareta Bergman, svensk författare och bibliotekarie.
- 4 september – Per Olof Sundman, svensk författare och politiker (C), ledamot av Svenska Akademien 1975–92.
- 11 september – Kurt Vonnegut, amerikansk författare.
- 16 september – Jacques Brenner, fransk författare.
- 3 oktober – Bengt Nerman, svensk författare och journalist.
- 26 oktober – Hans Peterson, svensk författare.
- 8 november – Carl Magnus von Seth, svensk författare, journalist och poet.
- 16 november – José Saramago, portugisisk författare, nobelpristagare 1998.
- 27 november – Olle Mattson, svensk författare.
- 24 december – Lennart F Johansson, svensk författare.
- 28 december – Sture Dahlström, svensk författare och jazzmusiker.
- 28 december – Stan Lee, amerikansk författare och förläggare.

## Avlidna
- 24 juni – Algot Sandberg, 57, svensk skådespelare, författare, journalist, dramaturg och tidningsman.
- 27 juni – Leonard Typpö, 54, finländsk diktare, riksdagsman och lantbrukare.
- 28 juni – Velimir Chlebnikov, 36, rysk futuristpoet.

### Fotnoter
1. ↑  ”Nobelpriset i litteratur”. https://www.nobelprize.org/prizes/lists/all-nobel-prizes-in-literature/. Läst 20 mars 2011.
2. ↑  ”Selma Lagerlöfs böcker”. Arkiverad från originalet den 27 augusti 2011. https://web.archive.org/web/20110827002154/http://selmalagerlof.org/bocker.html. Läst 12 april 2011.